# Bractéola
Bractéola ou prófilo é a designação dada à primeira bráctea de uma ramificação axilar. Está localizada do lado oposto as nomofilos. 

## Descrição
Nas monocotiledóneas e bicarenada e, na face dorsal, côncava e adossada ao eixo que da ramificação. Nas espigas das poáceas (ou gramíneas), o prófilo recebe o nome de glumela superior ou pálea (termo que se emprega também para muitos outros órgãos das plantas, e é fonte de confusão).